# Torneo Apertura 2022 (El Salvador)
El Torneo Apertura 2022 (conocido como Liga Pepsi Apertura 2022 por motivos de patrocinio), fue la nonagésima cuarta (96.a) edición de la Primera División de fútbol profesional salvadoreño, siendo el primer torneo de la temporada 2022-23. Este inició el 17 de septiembre y concluyó el 13 de noviembre de 2022.
Originalmente se había iniciado el 9 de junio, sin embargo, hubo una crisis en la Federación Salvadoreña de Fútbol durante un mes y medio, lo que obligó a reducir la cantidad de fechas a 16 esto debido a la Copa Mundial de Fútbol en Catar, que arrancó el 20 de noviembre.
Para esta temporada, se dio el ascenso y regreso de Dragón a la máxima categoría, luego de cuatro años, sustituyendo al Municipal Limeño.

## Cambio de formato
El torneo de la Liga Pepsi está conformado en dos partes: 
- Fase de grupos: Se integran por 2 grupos de seis equipos por 10 jornadas del torneo.
- Fase final: Se integra por los partidos de cuartos de final, semifinal y final.

### Fase de grupos
En la fase de grupos se observará el sistema de puntos. La ubicación en la tabla general está sujeta a lo siguiente:
- Por juego ganado se obtendrán tres puntos.
- Por juego empatado se obtendrá un punto.
- Por juego perdido no se otorgan puntos.

En esta fase participan los 12 clubes de la Liga Pepsi jugando las 10 fechas con equipos colocados en sus respectivos grupos tanto A y B a visita recíproca.
El orden de los clubes al final de la fase de calificación del torneo corresponderá a la suma de los puntos obtenidos por cada uno de ellos y se presentará en forma descendente. Si al finalizar las 10 jornadas del torneo, dos o más clubes estuviesen empatados en puntos, su posición en la tabla general será determinada atendiendo a los siguientes criterios de desempate:
1. Mayor diferencia positiva general de goles. Este resultado se obtiene mediante la sumatoria de los goles anotados a todos los rivales, en cada campeonato menos los goles recibidos de estos.
2. Mayor cantidad de goles a favor, anotados a todos los rivales dentro de la misma competencia.
3. Mejor puntuación particular que hayan conseguido en las confrontaciones particulares entre ellos mismos.
4. Mayor diferencia positiva particular de goles, la cual se obtiene sumando los goles de los equipos empatados y restándole los goles recibidos.
5. Mayor cantidad de goles a favor que hayan conseguido en las confrontaciones entre ellos mismos.
6. Como última alternativa, la FESFUT realizaría un sorteo para el desempate

### Fase final
Los ocho clubes calificados para esta fase del torneo serán reubicados de acuerdo con el lugar que ocupen en la tabla Grupal al término de la jornada 10, con el puesto del número uno al club mejor clasificado, y así hasta el número 8. Los partidos a esta fase se desarrollarán a visita, en las siguientes etapas:
- Cuartos de final
- Semifinales
- Final

Los clubes vencedores en los partidos de cuartos de final y semifinal serán aquellos que en los dos juegos anoten el mayor número de goles. De existir empate en el número de goles anotados, la posición se definirá a favor del club con mayor cantidad de goles a favor cuando actúe como visitante.
Si una vez aplicado el criterio anterior los clubes siguieran empatados, se tendrá que definir el clasificado en los tiros desde el punto penal.
Los partidos correspondientes a la fase final se jugarán obligatoriamente los días miércoles y sábado, y jueves y domingo eligiendo, en su caso, exclusivamente en forma descendente, los cuatro clubes mejor clasificados en la tabla general al término de la jornada 10, el día y horario de su partido como local. Los siguientes cuatro clubes podrán elegir únicamente el horario.
El club vencedor de la final y por lo tanto Campeón, será aquel que en los dos partidos anote el mayor número de goles. Si al término del tiempo reglamentario el partido está empatado, se agregarán dos tiempos extras de 15 minutos cada uno. De persistir el empate en estos periodos, se procederá a lanzar tiros penales hasta que resulte un vencedor.

Los partidos de cuartos de final se jugarán de la siguiente manera:
En las semifinales participarán los cuatro clubes vencedores de cuartos de final, reubicándolos del uno al cuatro, de acuerdo a su mejor posición en la tabla Grupal de clasificación al término de la jornada 10 del torneo correspondiente, enfrentándose:
Disputarán el título de Campeón del Torneo de Apertura 2022, los dos clubes vencedores de la fase semifinal correspondiente a partido único. De no haber un club vencedor en el tiempo reglamentario, se procederá a jugar la prórroga. Y si no hay campeón en la prórroga, se decidirá en las tanda de penaltis.

## Equipos participantes

### Localización
Para la temporada 2022-23, los departamentos de la República de El Salvador con más equipos en la Primera División son los departamentos de San Miguel, San Salvador y Santa Ana, con dos equipos cada uno. Diez entidades estarán representados en el torneo.
| Equipos por departamento | Equipos por departamento | Equipos por departamento | Equipos por departamento |
| Departamento             | N.º                      | Equipos                  | Mapa |
| ------------------------ | ------------------------ | ------------------------ | --- |
| San Miguel               | 2                        | Águila y Dragón          | Alianza · Atlético Marte FAS Isidro Metapán Águila · Dragón Luis Ángel Firpo Santa Tecla Platense Chalatenango Jocoro 11 Deportivo |
| San Salvador             | 2                        | Alianza y Atlético Marte | Alianza · Atlético Marte FAS Isidro Metapán Águila · Dragón Luis Ángel Firpo Santa Tecla Platense Chalatenango Jocoro 11 Deportivo |
| Santa Ana                | 2                        | FAS e Isidro Metapán     | Alianza · Atlético Marte FAS Isidro Metapán Águila · Dragón Luis Ángel Firpo Santa Tecla Platense Chalatenango Jocoro 11 Deportivo |
| Ahuachapán               | 1                        | 11 Deportivo             | Alianza · Atlético Marte FAS Isidro Metapán Águila · Dragón Luis Ángel Firpo Santa Tecla Platense Chalatenango Jocoro 11 Deportivo |
| Chalatenango             | 1                        | Chalatenango             | Alianza · Atlético Marte FAS Isidro Metapán Águila · Dragón Luis Ángel Firpo Santa Tecla Platense Chalatenango Jocoro 11 Deportivo |
| La Libertad              | 1                        | Santa Tecla              | Alianza · Atlético Marte FAS Isidro Metapán Águila · Dragón Luis Ángel Firpo Santa Tecla Platense Chalatenango Jocoro 11 Deportivo |
| La Paz                   | 1                        | Platense                 | Alianza · Atlético Marte FAS Isidro Metapán Águila · Dragón Luis Ángel Firpo Santa Tecla Platense Chalatenango Jocoro 11 Deportivo |
| Morazán                  | 1                        | Jocoro                   | Alianza · Atlético Marte FAS Isidro Metapán Águila · Dragón Luis Ángel Firpo Santa Tecla Platense Chalatenango Jocoro 11 Deportivo |
| Usulután                 | 1                        | Luis Ángel Firpo         | Alianza · Atlético Marte FAS Isidro Metapán Águila · Dragón Luis Ángel Firpo Santa Tecla Platense Chalatenango Jocoro 11 Deportivo |

### Información de equipos
Listado de los equipos que disputaron el primer torneo de la temporada. El número de equipos participantes para esta temporada fue de 12.
| Equipo           | Municipio    | Estadio                         | Capacidad | Fundación                | Títulos | Subtítulos | Proovedor     | Patrocinador           |
| ---------------- | ------------ | ------------------------------- | --------- | ------------------------ | ------- | ---------- | ------------- | ---------------------- |
| Águila           | San Miguel   | Juan Francisco Barraza          | 15 500    | 15 de febrero de 1926    | 16      | 13         | Umbro         | Mister Donut           |
| Alianza          | San Salvador | Cuscatlán                       | 44 386    | 12 de octubre de 1958    | 17      | 15         | Umbro         | Mister Donut           |
| Atlético Marte   | San Salvador | Cuscatlán                       | 44 386    | 22 de abril de 1950      | 8       | 0          | Arijam Sports | Total tools            |
| Chalatenango     | Chalatenango | José Gregorio Martínez          | 10 000    | 13 de julio de 2017      | 0       | 1          | Milán         | Lemus                  |
| Dragón           | San Miguel   | Juan Francisco Barraza          | 15 500    | 18 de septiembre de 1939 | 3       | 3          | Sorto Sport   | Lemus                  |
| FAS              | Santa Ana    | Óscar Alberto Quiteño           | 17 500    | 16 de febrero de 1947    | 18      | 23         | Joma          | Tigo                   |
| Isidro Metapán   | Metapán      | Jorge "Calero" Suárez           | 10 000    | 23 de junio de 2000      | 10      | 3          | Milán         | Agroamigo              |
| Jocoro           | Jocoro       | Polideportivo "Tierra de fuego" | 4 000     | 19 de mayo de 1991       | 0       | 0          | Milán         | Caja de Crédito Jocoro |
| Luis Ángel Firpo | Usulután     | Sergio Torres Rivera            | 10 000    | 21 de septiembre de 1923 | 10      | 11         | Milán         | Domino's Pizza         |
| 11 Deportivo     | Ahuachapán   | Arturo Simeón Magaña            | 5 000     | 20 de agosto de 2019     | 0       | 0          | Rush          | Claro                  |
| Platense         | Zacatecoluca | Antonio Toledo Valle            | 6 200     | 1 de mayo de 1950        | 1       | 1          | Maca          | Pollo Campestre        |
| Santa Tecla      | Santa Tecla  | Nacional Las Delicias           | 10 000    | 15 de enero de 2007      | 4       | 2          | Maca          | Tigo                   |

### Intercambios de plazas
| Pos  | Descendidos a la Segunda División |
| ---- | --------------------------------- |
| 12.° | Municipal Limeño                  |

| Pos   | Ascendidos de la Segunda División |
| ----- | --------------------------------- |
| Prom. | Dragón                            |

## Fase de grupos

### Grupo A
| Pos. | Equipo           | Pts. | PJ | G | E | P | GF | GC | Dif. | Clasificación    |
| ---- | ---------------- | ---- | -- | - | - | - | -- | -- | ---- | ---------------- |
| 1    | Águila           | 18   | 10 | 5 | 3 | 2 | 23 | 11 | +12  | Cuartos de final |
| 2    | Jocoro           | 18   | 10 | 5 | 3 | 2 | 16 | 12 | +4   | Cuartos de final |
| 3    | Dragón           | 18   | 10 | 5 | 3 | 2 | 10 | 7  | +3   | Cuartos de final |
| 4    | Platense         | 15   | 10 | 4 | 3 | 3 | 11 | 8  | +3   | Cuartos de final |
| 5    | Chalatenango     | 6    | 10 | 1 | 3 | 6 | 7  | 18 | −11  |                  |
| 6    | Luis Ángel Firpo | 5    | 10 | 0 | 5 | 5 | 6  | 17 | −11  |                  |

Actualizado a los partidos jugados el 27 de noviembre de 2022.
 Fuente: Liga Pepsi
Criterios de clasificación: Puntos · Diferencia de goles · Goles a favor · Play-off

### Grupo B
| Pos. | Equipo         | Pts. | PJ | G | E | P | GF | GC | Dif. | Clasificación    |
| ---- | -------------- | ---- | -- | - | - | - | -- | -- | ---- | ---------------- |
| 1    | Alianza        | 19   | 10 | 6 | 1 | 3 | 21 | 11 | +10  | Cuartos de final |
| 2    | FAS            | 16   | 10 | 4 | 4 | 2 | 12 | 9  | +3   | Cuartos de final |
| 3    | Isidro Metapán | 16   | 10 | 4 | 4 | 2 | 0  | 13 | −13  | Cuartos de final |
| 4    | Atlético Marte | 12   | 10 | 3 | 3 | 4 | 9  | 14 | −5   | Cuartos de final |
| 5    | Santa Tecla    | 11   | 10 | 3 | 2 | 5 | 15 | 17 | −2   |                  |
| 6    | 11 Deportivo   | 7    | 10 | 1 | 4 | 5 | 9  | 16 | −7   |                  |

Actualizado a los partidos jugados el 27 de noviembre de 2022.
 Fuente: Liga Pepsi
Criterios de clasificación: Puntos · Diferencia de goles · Goles a favor · Play-off

### Tabla general de posiciones
| Pos. | Equipo           | Pts. | PJ | G | E | P | GF | GC | Dif. | Clasificación                  |
| ---- | ---------------- | ---- | -- | - | - | - | -- | -- | ---- | ------------------------------ |
| 1    | Alianza          | 19   | 10 | 6 | 1 | 3 | 21 | 11 | +10  | Cuartos de final               |
| 2    | Águila           | 18   | 10 | 5 | 3 | 2 | 23 | 11 | +12  | Cuartos de final               |
| 3    | Jocoro           | 18   | 10 | 5 | 3 | 2 | 16 | 12 | +4   | Cuartos de final               |
| 4    | Dragón           | 18   | 10 | 5 | 3 | 2 | 10 | 7  | +3   | Cuartos de final               |
| 5    | FAS              | 16   | 10 | 4 | 4 | 2 | 12 | 9  | +3   | Cuartos de final               |
| 6    | Isidro Metapán   | 16   | 10 | 4 | 4 | 2 | 14 | 13 | +1   | Cuartos de final               |
| 7    | Platense         | 15   | 10 | 4 | 3 | 3 | 11 | 8  | +3   | Cuartos de final               |
| 8    | Atlético Marte   | 12   | 10 | 3 | 3 | 4 | 9  | 14 | −5   | Cuartos de final               |
| 9    | Santa Tecla      | 11   | 10 | 3 | 2 | 5 | 15 | 17 | −2   |                                |
| 10   | 11 Deportivo     | 7    | 10 | 1 | 4 | 5 | 9  | 16 | −7   |                                |
| 11   | Chalatenango     | 6    | 10 | 1 | 3 | 6 | 7  | 18 | −11  |                                |
| 12   | Luis Ángel Firpo | 5    | 10 | 0 | 5 | 5 | 6  | 17 | −11  | Descenso a la Segunda División |

Actualizado a los partidos jugados el 27 de noviembre de 2022.
 Fuente: Liga Pepsi

## Fase final

### Cuadro de desarrollo
|  | Cuartos de final                                | Cuartos de final                                | Cuartos de final                                | Cuartos de final                                | Cuartos de final                                |   |       | Semifinales                                      | Semifinales                                      | Semifinales                                      | Semifinales                                      | Semifinales                                      |  |    | Final           | Final           | Final           |  |
|  | 26 y 27 de octubre (ida) 30 de octubre (vuelta) | 26 y 27 de octubre (ida) 30 de octubre (vuelta) | 26 y 27 de octubre (ida) 30 de octubre (vuelta) | 26 y 27 de octubre (ida) 30 de octubre (vuelta) | 26 y 27 de octubre (ida) 30 de octubre (vuelta) |   |       | 2 de noviembre (ida) 5 y 6 de noviembre (vuelta) | 2 de noviembre (ida) 5 y 6 de noviembre (vuelta) | 2 de noviembre (ida) 5 y 6 de noviembre (vuelta) | 2 de noviembre (ida) 5 y 6 de noviembre (vuelta) | 2 de noviembre (ida) 5 y 6 de noviembre (vuelta) |  |    | 13 de noviembre | 13 de noviembre | 13 de noviembre |  |
|  |                                                 |                                                 |                                                 |                                                 |                                                 |   |       |                                                  |                                                  |                                                  |                                                  |                                                  |  |    |                 |                 |                 |  |
|  |                                                 |                                                 |                                                 |                                                 |                                                 |   |       |                                                  |                                                  |                                                  |                                                  |                                                  |  |    |                 |                 |                 |  |
|  | A1                                              | Águila                                          | 0                                               | 1                                               | 1                                               |   |       |                                                  |                                                  |                                                  |                                                  |                                                  |  |    |                 |                 |                 |  |
|  | A1                                              | Águila                                          | 0                                               | 1                                               | 1                                               |   |       |                                                  |                                                  |                                                  |                                                  |                                                  |  |    |                 |                 |                 |  |
|  | B4                                              | Atlético Marte                                  | 0                                               | 0                                               | 0                                               |   |       |                                                  |                                                  |                                                  |                                                  |                                                  |  |    |                 |                 |                 |  |
|  | B4                                              | Atlético Marte                                  | 0                                               | 0                                               | 0                                               |   | A1    | Águila                                           | 0                                                | 1                                                | 1 (3)                                            |                                                  |  |    |                 |                 |                 |  |
|  |                                                 |                                                 |                                                 |                                                 |                                                 |   | A1    | Águila                                           | 0                                                | 1                                                | 1 (3)                                            |                                                  |  |    |                 |                 |                 |  |
|  |                                                 |                                                 | B2                                              | FAS                                             | 1                                               | 0 | 1 (4) |                                                  |                                                  |                                                  |                                                  |                                                  |  |    |                 |                 |                 |  |
|  | B2                                              | FAS                                             | B2                                              | FAS                                             | 1                                               | 0 | 1 (4) | 2                                                | 3                                                | 5                                                |                                                  |                                                  |  |    |                 |                 |                 |  |
|  | B2                                              | FAS                                             |                                                 |                                                 |                                                 |   |       |                                                  |                                                  | 5                                                |                                                  |                                                  |  |    |                 |                 |                 |  |
|  | A3                                              | Dragón                                          | 3                                               | 1                                               | 4                                               |   |       |                                                  |                                                  |                                                  |                                                  |                                                  |  |    |                 |                 |                 |  |
|  | A3                                              | Dragón                                          | 3                                               | 1                                               | 4                                               |   |       |                                                  |                                                  |                                                  |                                                  |                                                  |  | B2 | FAS             | 2               |                 |  |
|  |                                                 |                                                 |                                                 |                                                 |                                                 |   |       |                                                  |                                                  |                                                  |                                                  |                                                  |  | B2 | FAS             | 2               |                 |  |
|  |                                                 |                                                 | A2                                              | Jocoro                                          | 0                                               |   |       |                                                  |                                                  |                                                  |                                                  |                                                  |  |    |                 |                 |                 |  |
|  | A2                                              | Jocoro                                          | A2                                              | Jocoro                                          | 0                                               | 1 | 0     | 1 (4)                                            |                                                  |                                                  |                                                  |                                                  |  |    |                 |                 |                 |  |
|  | A2                                              | Jocoro                                          |                                                 |                                                 |                                                 |   |       |                                                  |                                                  |                                                  |                                                  |                                                  |  |    |                 |                 |                 |  |
|  | B3                                              | Isidro Metapán                                  | 1                                               | 0                                               | 1 (2)                                           |   |       |                                                  |                                                  |                                                  |                                                  |                                                  |  |    |                 |                 |                 |  |
|  | B3                                              | Isidro Metapán                                  | 1                                               | 0                                               | 1 (2)                                           |   | A2    | Jocoro                                           | 0                                                | 4                                                | 4 (4)                                            |                                                  |  |    |                 |                 |                 |  |
|  |                                                 |                                                 |                                                 |                                                 |                                                 |   | A2    | Jocoro                                           | 0                                                | 4                                                | 4 (4)                                            |                                                  |  |    |                 |                 |                 |  |
|  |                                                 |                                                 | A4                                              | Platense                                        | 2                                               | 2 | 4 (2) |                                                  |                                                  |                                                  |                                                  |                                                  |  |    |                 |                 |                 |  |
|  | B1                                              | Alianza                                         | A4                                              | Platense                                        | 2                                               | 2 | 4 (2) | 1                                                | 0                                                | 1                                                |                                                  |                                                  |  |    |                 |                 |                 |  |
|  | B1                                              | Alianza                                         |                                                 |                                                 |                                                 |   |       |                                                  |                                                  | 1                                                |                                                  |                                                  |  |    |                 |                 |                 |  |
|  | A4                                              | Platense                                        | 1                                               | 1                                               | 2                                               |   |       |                                                  |                                                  |                                                  |                                                  |                                                  |  |    |                 |                 |                 |  |
|  | A4                                              | Platense                                        | 1                                               | 1                                               | 2                                               |   |       |                                                  |                                                  |                                                  |                                                  |                                                  |  |    |                 |                 |                 |  |
|  |                                                 |                                                 |                                                 |                                                 |                                                 |   |       |                                                  |                                                  |                                                  |                                                  |                                                  |  |    |                 |                 |                 |  |

### Cuartos de final

#### Águila - Atlético Marte
| 26 de octubre | Atlético Marte | 0 - 0 | Águila | Estadio Cuscatlán, San Salvador, San Salvador |                         |
| 19:30         |                |       |        | Árbitro(s): Iván Barton                       | Árbitro(s): Iván Barton |

| 30 de octubre                                              | Águila       | 1 - 0 (Global 1 - 0) | Atlético Marte | Estadio Juan Francisco Barraza, San Miguel, San Miguel |                             |
| 15:00                                                      | D. Corea 88' |                      |                | Árbitro(s): Giovanni Corona                            | Árbitro(s): Giovanni Corona |
| Águila clasifica a las semifinales tras el global de 1 - 0 |              |                      |                |                                                        |                             |

#### FAS - Dragón
| 26 de octubre | Dragón                                                  | 3 - 2 | FAS                                | Estadio Juan Francisco Barraza, San Miguel, San Miguel |                                     |
| 15:00         | Y. Arboleda 39' · J. Ferman 64' · J. Montaño 90' (pen.) |       | 45+1' A. Henríquez · 62' R. Clavel | Árbitro(s): Germán Stanley Martínez                    | Árbitro(s): Germán Stanley Martínez |

| 30 de octubre                                           | FAS                                        | 3 - 1 (Global 5 - 4) | Dragón                | Estadio Óscar Alberto Quiteño, Santa Ana, Santa Ana |                           |
| 15:00                                                   | L. Mendoza 3', 67' (pen.) · M. Márquez 78' |                      | 57' (t.l.) J. Montaño | Árbitro(s): Jaime Herrera                           | Árbitro(s): Jaime Herrera |
| FAS clasifica a las semifinales tras el global de 5 - 4 |                                            |                      |                       |                                                     |                           |

#### Jocoro - Isidro Metapán
| 27 de octubre | Isidro Metapán        | 1 - 1 | Jocoro          | Estadio Jorge "Calero" Suárez, Metapán, Santa Ana |                           |
| 19:30         | C. Salazar 41' (pen.) |       | 90+2' H. Romero | Árbitro(s): César Nolasco                         | Árbitro(s): César Nolasco |

| 30 de octubre                                                                                        | Jocoro                                                         | 0 - 0 (4 - 2 p.)(Global 1 - 1) | Isidro Metapán                               | Polideportivo "Tierra de fuego", Jocoro, Morazán |                                        |
| 15:00                                                                                                |                                                                |                                |                                              | Árbitro(s): Filiberto Enrique Martínez           | Árbitro(s): Filiberto Enrique Martínez |
| |                                                                | Tiros desde el punto penal     |                                              |                                                  |                                        |
| | O. Franco · C. García · J. Padilla · J. Argueta · Y. Salamanca |                                | C. Salazar · N. Renderos · C. Gil · J. Amaya |                                                  |                                        |
| Jocoro clasifica a las semifinales tras un 4-2 en la tanda de penaltis por medio del global de 1 - 1 |                                                                |                                |                                              |                                                  |                                        |

#### Alianza - Platense
| 26 de octubre | Platense      | 1 - 1 | Alianza      | Estadio Antonio Toledo Valle, Zacatecoluca, La Paz |                                 |
| 15:00         | S. Alfaro 55' |       | 78' E. Rivas | Árbitro(s): Francisco Quinteros                    | Árbitro(s): Francisco Quinteros |

| 30 de octubre                                                | Alianza | 0 - 1 (Global 0 - 1) | Platense      | Estadio Cuscatlán, San Salvador, San Salvador |                            |
| 15:15                                                        |         |                      | 40' C. Anzora | Árbitro(s): Ismael Cornejo                    | Árbitro(s): Ismael Cornejo |
| Platense clasifica a las semifinales tras el global de 1 - 0 |         |                      |               |                                               |                            |

### Semifinales

#### Águila vs. FAS
| 2 de noviembre | FAS                  | 1 - 0 | Águila | Estadio Óscar Alberto Quiteño, Santa Ana, Santa Ana |                                 |
| 15:00          | W. Torres 72' (pen.) |       |        | Árbitro(s): Francisco Quinteros                     | Árbitro(s): Francisco Quinteros |

| 5 de noviembre                                                                             | Águila                                                          | 1 - 0 (3 - 4 p.)(Global 1 - 1) | FAS                                                 | Estadio Juan Francisco Barraza, San Miguel, San Miguel |  |
| 15:00                                                                                      | D. Corea 33'                                                    |                                |                                                     |                                                        |  |
|                                                                                            |                                                                 | Tiros desde el punto penal     |                                                     |                                                        |  |
|                                                                                            | F. Alfaro · K. Santamaría · T. Granitto · G. Mayén · E. Medrano |                                | L. Mendoza · A. Jaco · B. Landaverde · G. Stradella |                                                        |  |
| FAS clasifica a la final tras un 4-3 en la tanda de penaltis por medio del global de 1 - 1 |                                                                 |                                |                                                     |                                                        |  |

#### Jocoro - Platense
| 2 de noviembre | Platense           | 2 - 0 | Jocoro | Estadio Antonio Toledo Valle, Zacatecoluca, La Paz |                          |
| 15:15          | J. Machado 8', 14' |       |        | Árbitro(s): Vicente Ruíz                           | Árbitro(s): Vicente Ruíz |

| 6 de noviembre                                                                                | Jocoro                                                 | 4 - 2 (4 - 2 p.)(Global 4 - 4) | Platense           | Polideportivo "Tierra de fuego", Jocoro, Morazán |  |
| 15:00                                                                                         | H. Romero 10' · Y. Salamanca 12', 22' · J. Padilla 19' |                                | 15', 38' S. Alfaro |                                                  |  |
| Jocoro clasifica a la final tras un 4-2 en la tanda de penaltis por medio del global de 4 - 4 |                                                        |                                |                    |                                                  |  |

### Final
| 13 de noviembre | FAS                              | 2 - 0 | Jocoro | Estadio Cuscatlán, San Salvador, San Salvador              |                                                            |
| 15:00           | R. Clavel 26' · Y. Filigrana 67' |       |        | Asistencia: 32 000 espectadores Árbitro(s): Ismael Cornejo | Asistencia: 32 000 espectadores Árbitro(s): Ismael Cornejo |

|                         |
|                         |
| Campeón FAS 19.º título |